# Bombus cornutus
Bombus cornutus (saknar svenskt namn) är en insekt i överfamiljen bin (Apoidea) och släktet humlor (Bombus) som lever i Centralasien.

## Beskrivning
Bombus cornutus är en ganska liten art; honan blir mellan 14 och 19 mm, hanen 13 till 14 mm. Huvudet är övervägande svart. Mellankroppen är ljusgrå eller gul, ibland med svarta hår iblandade, och med ett svart fält mellan vingfästena (hos de ljusaste färgade individerna med ljusa hår iblandade). De två främsta tergiterna har samma färg som mellankroppen (det vill säga gula eller ljusgrå); är de ljusgrå är dock den bakre delen på den andra tergiten svart, ibland nästan hela tergiten. Tredje tergiten är övervägande svart, resten av bakkroppen är orangeröd. Hanen liknar honan, men tredje tergiten kan ofta vara gul, och fjärde tergiten kan ha en orangeröd bakkant. Vingarna är ljusbruna.

## Ekologi
Arten är en snylthumla, och saknar arbetare. Honan tränger in i ett bo av någon annan art, ofta Bombus trifasciatus, dödar drottningen och tvingar arbetarna i det övertagna boet att föda upp sin egen avkomma. Humlan lever i kuperad terräng och på lägre höjd i bergen, men är inte vanlig. Flygtiden är lång, mellan april och oktober.

## Utbredning
Bombus cornutus finns från Himalaya (den har påträffats i de indiska och omstridda områdena Ladakh, Kashmir, Himachal Pradesh och Uttarakhand) till centrala Kina (provinserna Yunnan, Sichuan, Gansu, Shaanxi, Shanxi, Hunan, Guizhou, Fujian, Zhejiang och Anhui).